# 天问
《天問》是《楚辭》中的一篇，相傳是戰國時代楚國屈原所作，作者通過向天叩問而發洩心中的抑鬱。《天問》句式以四言為主，全篇374句，提出172個有關天地、神靈、歷史傳說的問題，以表明忠誠作結，自晉代以來歷代有不少摹倣作品。《天問》是先秦神話資料的寶庫，其文學價值則意見紛紜，傳統觀點多認為此篇是《楚辭》收錄的屈原作品中價值最低的篇章，亦有現代學者欣賞其痛快淋漓，參差錯落，多姿多采的風格。

## 作者與寫作動機
有關《天問》的形成問題眾說紛紜:273；司馬遷、王逸、饒宗頤、藤野岩友等人都認為是屈原所作:28:41-42。屈原受委屈而無處申訴，苦惱中對宇宙、歷史、人生都抱懷疑態度，通過向天叩問而發洩心中抑鬱:43。王逸說，屈原被放遂，徘徊山澤之際，看見楚國先王宗廟和公卿祠堂畫上天地山川、神靈、古代聖賢等神話傳說，把問題寫在牆壁上，以宣洩憤懣與愁思。楚國人為屈原而悲哀，將其題壁之辭輯錄下來，成為《天問》一篇:211。洪興祖、朱熹:38、魯迅、王國維、郭沫若都贊同王逸此說:265，而馬伯樂、方志彤:217、陸侃如、游國恩、星川清孝則批評王逸題壁之說並不合理:39。藤野岩友認為《天問》的文學形式來自卜問之辭:50；而衛德明認為《天問》源自祭祀儀式中對神靈的提問，屈原對此感到天命難測，感慨萬千而寫出《天問》:221-222。
胡適、星川清孝、奧野信太郎、小南一郎、白川靜、家井真、伊藤清司等人則認為《天問》並非屈原所作。胡適認為《天問》是漢代人雜湊的作品:269。星川清孝認為《天問》源自古代史詩的歌辭，並非一時一人之作，在戰國時代人們傳誦古人的傳說與故事，以詠誦給民眾聽，漸次增補完成:545。奧野信太野認為《天問》是歌舞劇的歌辭:272。小南一郎認為《天問》來自楚國成人禮中的「教理問答」:547。白川靜認為《天問》是巫祝所作，描述神話世界:548。家井真認為《天問》真正的作者是西漢劉安，篇中有關神話的問題，過半都可以在劉安《淮南子》中找到答案:557-558，其寫作動機是希望藉文章得到漢武帝重用:561。伊藤清司認為《天問》並非一時一人之作，而是楚國口傳的史詩，歷代擴充而成:274、281，其性質就像後世苗族等少數民族中傳誦天地創造神話的古歌:276、279。

## 體裁與內容
《天問》全篇374句，1553字:44（一說354句），共有172個問題:38，大體上四句為一節，每節為一韻；句式以四字為主，亦間有三言、五言、六言及七言，長短不很規律:44。《天問》作連續發問，但有問而無答，形式別創一格:28、44。文中問題大多出之以疑問語氣，如「遂古之初，誰傳道之？上下未形，何由考之？」文末論楚國之事，則用上反語，如「悟過改更，我又何言！」:207-208
《天問》從開天闢地，呵問到底；開端對天地問題發問，然後問及神話歷史:45、28，先問宇宙渾沌未形及天地開闢，從山川說到歷代帝王政治，然後問楚之立國及其歷史，抒發對楚國滅亡的感慨，最後以表明忠誠作結:38、43，內容涉及天地生成、人類誕生、洪水傳說、神靈怪異等事，述說夏商周三代故事，論及春秋戰國的英賢:563。《天問》中心思想在說明天道因果本在勸善懲惡，但世事不盡如此，因而發出若干疑問，正道直行的人反而沒有好結果，可見天道無憑:28、44。

## 影響
自晉代以來，有不少摹倣《天問》的作品，如晉代傅玄《擬天問》、梁代江淹《邃古篇》:27、35、北齊顏之推《歸心篇》及《稽聖賦》、唐代楊炯《渾天賦》、柳宗元《天對》:36-37、南宋辛棄疾詞《木蘭花慢·中秋飲酒》:610、明代方孝孺《雜問》、王廷相《答天問》、黃道周《續天問》、明末李雯《天問》:38-40。饒宗頤認為後人的摹倣作品魄力不及屈原，其中以方孝孺《雜問》一篇最為出色:45、38。2025年5月31日，中国邮政发行《楚辞》特种邮票。其中，就有一枚以《天问》为主题的邮票。

## 評價
《天問》是先秦神話資料的寶庫:44，在史料價值方面甚為珍貴:608。但於文學價值，在屈原各篇楚辭中卻向來被認為最低:217。胡適批評《天問》文理不通，見解卑陋，文學價值低下:38。錢鍾書認為《天問》題目佳妙，內容卻不夠放誕及憤鬱:607，有些問題明知故問，「先後之事倒置，一人之事割裂」，其感情抒發比不上《離騷》和《九歌》，枯燥呆板:608-609。好評方面，明代孫鑛評論《天問》：「其文或峭險或淡宕，或佶倔或流利，諸法備盡，可謂極文章之變態。」:44鄭振鐸認為《天問》跟古希臘詩人赫西俄德的《神譜》有著相等地位:221。郭沫若盛讚《天問》是空前絕後的第一等奇文，痛快淋漓:47-48。饒宗頤欣賞《天問》文句參差錯落，錯綜變化，不單調不板滯，非常奇佹，多姿多采:44。藤野岩友認為《天問》次序紊亂，文理不一貫，但內容大體上仍有次第順序，並非枯燥無味:38。